# Susy Del Giudice
Susy Del Giudice, all'anagrafe Assunta Del Giudice (Napoli, 9 febbraio 1969), è un'attrice italiana.

## Biografia
All’età di sette anni debutta in teatro con uno dei grandi interpreti del teatro napoletano, Beniamino Maggio. La sua carriera teatrale continua partecipando in grandi compagnie come quelle di Mario Scarpetta, Luigi De Filippo, Aldo Giuffrè, Armando Pugliese e Giancarlo Sepe. Successivamente diventa protagonista negli spettacoli di Vincenzo Salemme. Afferma la sua carriera al cinema con il film Luna rossa e in televisione con le serie Capri e Gomorra.
Nel 2022 riceve la candidatura al David di Donatello come miglior attrice non protagonista per il suo ruolo ne I fratelli De Filippo.

## Vita privata
È sposata con l'attore Giovanni Esposito e ha una figlia, Mela.

## Filmografia

### Cinema
- Pasqualino Settebellezze, regia di Lina Wertmüller (1975)
- Pacco, doppio pacco e contropaccotto, regia di Nanni Loy (1993)
- Luna rossa, regia di Antonio Capuano (2001)
- Marcello Marcello, regia di Denis Rabaglia (2008)
- Napoletans, regia di Luigi Russo (2011)
- Tutti i santi giorni, regia di Paolo Virzì (2012)
- Una piccola impresa meridionale, regia di Rocco Papaleo (2013)
- L'oro di Scampia, regia di Marco Pontecorvo (2013)
- A Napoli non piove mai, regia di Sergio Assisi (2015)
- Anime borboniche, regia di Paolo Consorti e Guido Morra (2021)
- I fratelli De Filippo, regia di Sergio Rubini (2021)
- Nero, regia di Giovanni Esposito (2024)

### Televisione
- La squadra – serie TV (2000)
- Distretto di Polizia 2 – serie TV (2001)
- La squadra 4 – serie TV (2003)
- Luisa Sanfelice, regia di Paolo Taviani e Vittorio Taviani – miniserie TV (2004)
- Grandi domani – serie TV (2005)
- Padri e figli, regia di Gianfranco Albano e Gianni Zanasi  – miniserie TV (2005)
- Sette vite come i gatti – sitcom (2007)
- L'avvocato Guerrieri - Testimone inconsapevole, regia di Alberto Sironi – film TV (2007)
- Don Matteo 6 – serie TV, 1 episodio (2008)
- Capri – serie TV, 13 episodi (2010)
- Baciati dall'amore, regia Claudio Norza – miniserie TV (2011)
- Il caso Enzo Tortora - Dove eravamo rimasti?, regia di Ricky Tognazzi – miniserie TV (2012)
- Gomorra - La serie – serie TV, 2 episodi (2014)
- Un'altra vita – serie TV (2014)
- Don Matteo 10 – serie TV, 1 episodio (2016)
- I bastardi di Pizzofalcone – serie TV (2018)
- La vita promessa – serie TV, 3 episodi (2018-2020)
- Mina Settembre – serie TV (2021-2022)
- Il commissario Ricciardi – serie TV, 6 episodi (2021)
- Le indagini di Lolita Lobosco – serie TV (2021)
- Diversi come due gocce d'acqua, regia di Luca Lucini – film TV (2022) - ciclo film Purché finisca bene
- La vita bugiarda degli adulti –  serie TV (2023)
- Mameli - Il ragazzo che sognò l'Italia, regia di Luca Lucini e Ago Panini – miniserie TV, episodio 2 (2024)
- Piedone - Uno sbirro a Napoli, regia di Alessio Maria Federici – miniserie TV (2024)

## Teatro
- Sceneggiata napoletana, regia di Beniamino Maggio (1976)
- Repertorio napoletano, regia di Beniamino Maggio (1987)
- L'amico di papà, regia di Mario Scarpetta (1989)
- Felice sposo, regia di Mario Scarpetta (1989-1990)
- Il testamento di Parrasaco, regia di Mario Scarpetta (1990)
- Guerra e Pace, regia di Mario Scarpetta (1992)
- Na santarella, regia di Luigi De Filippo (1992-1993)
- Ma c'è papà, regia di Aldo Giuffrè (1993)
- Cani e gatti, regia di Luigi De Filippo (1993-1994)
- Storia strana di una terrazza romana, regia di Luigi De Filippo (1994)
- Insomma credo di avere il sesso debole, regia di G. Gargia (1994-1995)
- Il volo, regia di Raffaele Esposito (1995)
- Grazie zio, regia di Rino Marcelli (1995)
- Amari e amore, regia di Raffaele Esposito (1995)
- O ritorno do zappatore, regia di Rino Marcelli (1995-1996)
- Grande varietà Portorico, regia di Arnolfo Petri (1996)
- Avanspettacolo, regia di Rino Marcelli (1996)
- Cani e gatti, regia di Luigi De Filippo (1996)
- Na santarella, regia di Mario Scarpetta (1997)
- Lo straniero, regia di Ivano Marati (1997)
- Tre pecore viziose, regia di Mario Scarpetta (1998)
- La banda degli onesti, regia di Mario Scarpetta (1998)
- Sotto lo stesso tetto, regia di Roberto Azzurro (1998)
- Si prega di lasciare l'armadio entro le 12, regia di Gaetano Liguori (1999)
- Il rifugio di Eva, regia di Luigi Russo (1999)
- Mese mariano, regia di Filippo Crivelli (2000)
- Il rifugio di Eva, regia di Luigi Russo (2002)
- O scarfalietto, regia di Armando Pugliese (2006)
- Bello di papà, regia di Vincenzo Salemme (2008-2009)
- Uomo e galantuomo, regia di Armando Pugliese (2011)
- Napoletango, regia di Giancarlo Sepe (2011-2012)
- Hotel Desdemona, regia di Francesco Paolantoni (2012)
- Uomo e galantuomo, regia di Alessandro D'Alatri (2013)
- Sogni e bisogni, incubi e risvegli, regia di Vincenzo Salemme (2014-2015)
- Il baciamano, regia di Giovanni Esposito (2016-2020)
- Exit, regia di Giovanni Esposito (2019-2020)
- Benvenuti in casa Esposito, regia di Alessandro Siani (2025-in corso)

## Riconoscimenti
- David di Donatello
  - 2022 – Candidatura alla migliore attrice non protagonista per I fratelli De Filippo
- Ciak d'oro
  - 2022 – Migliore attrice protagonista per I fratelli De Filippo